# Shiodome

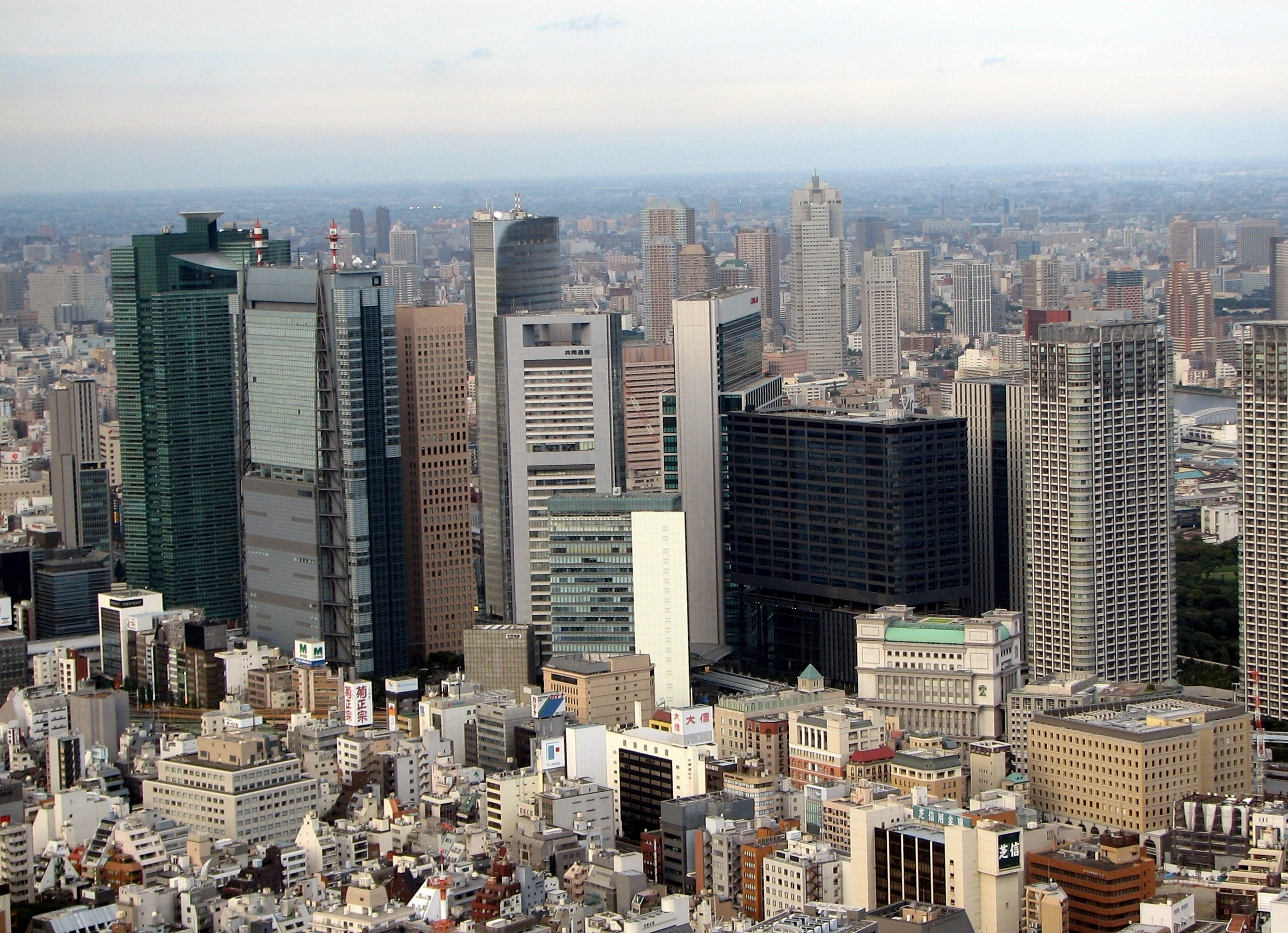
Shiodome

Shiodome (汐留) é um distrito da região de Minato, em Tóquio. Ele é adjacente à Shimbashi e Ginza, e próximo à baía de Tóquio e ao jardim Hama-Rikyu. Antigo terminal ferroviário, Shiodome se tornou um dos bairros mais modernos da cidade, com 13 arranha-céus abrigando as sedes das maiores sociedades como All Nippon Airways, Fujitsu, e SoftBank, bem como numerosos hotéis e restaurantes.